# Lasius crypticus
Lasius crypticus är en myrart som beskrevs av Wilson 1955. Lasius crypticus ingår i släktet Lasius och familjen myror. Inga underarter finns listade i Catalogue of Life.

## Bildgalleri

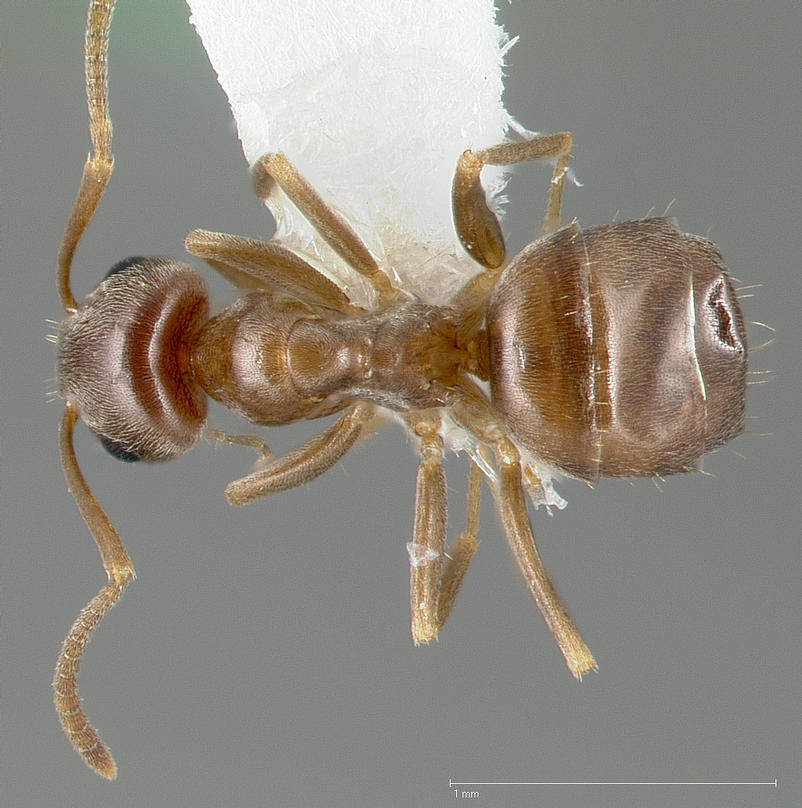
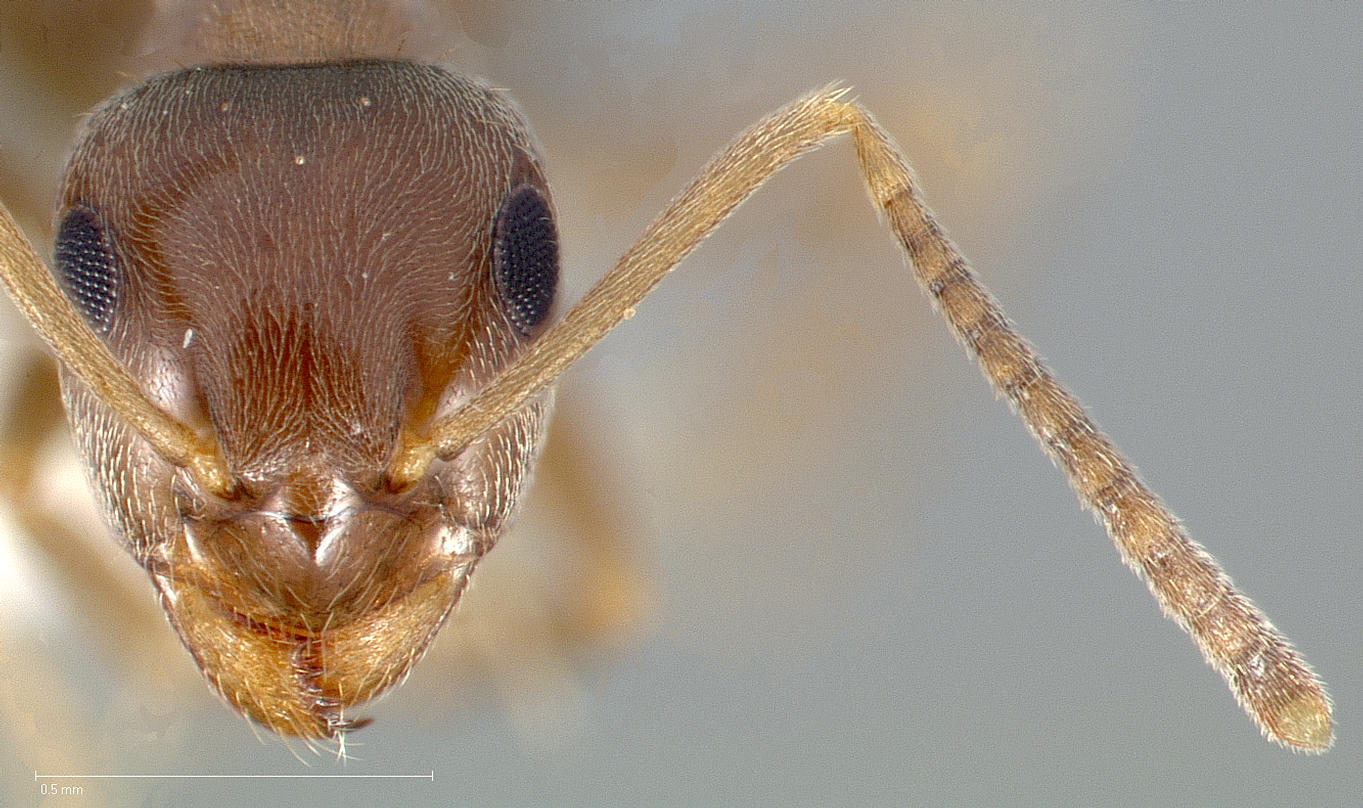
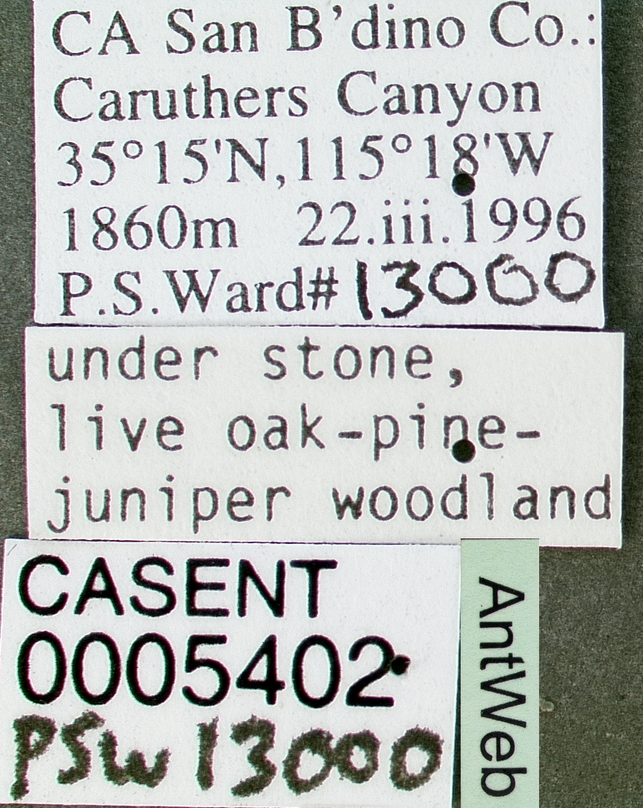
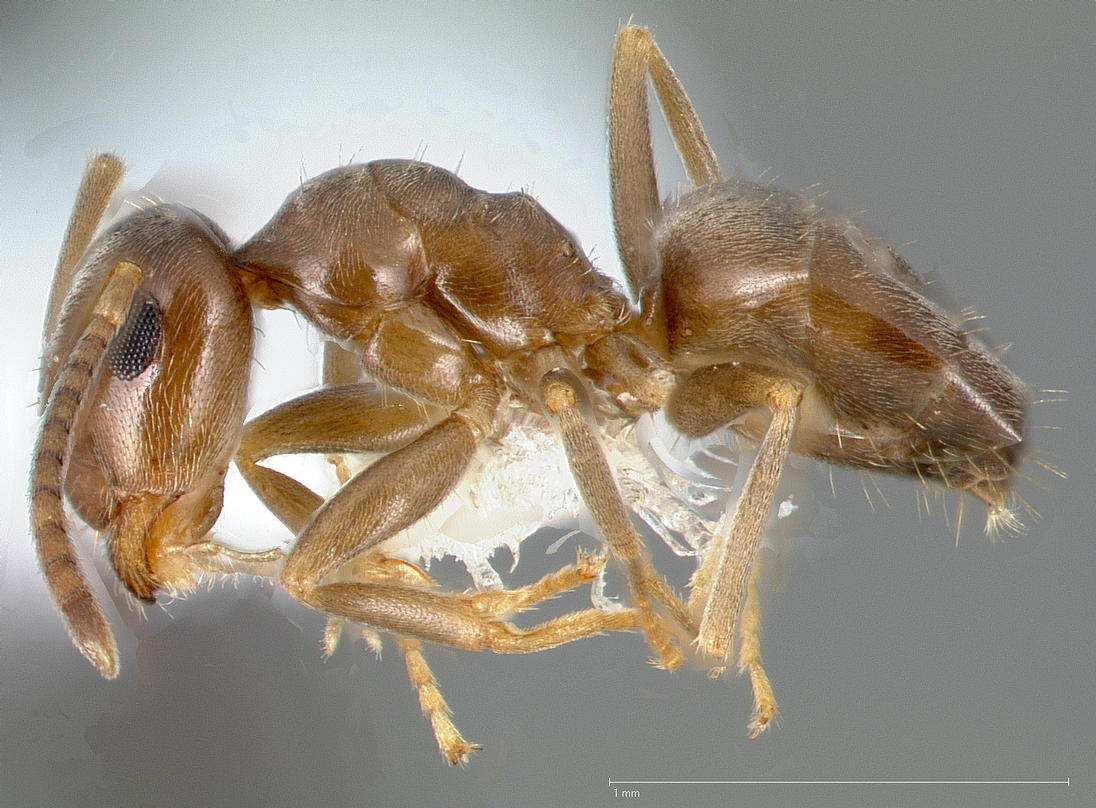